# 遠山郷

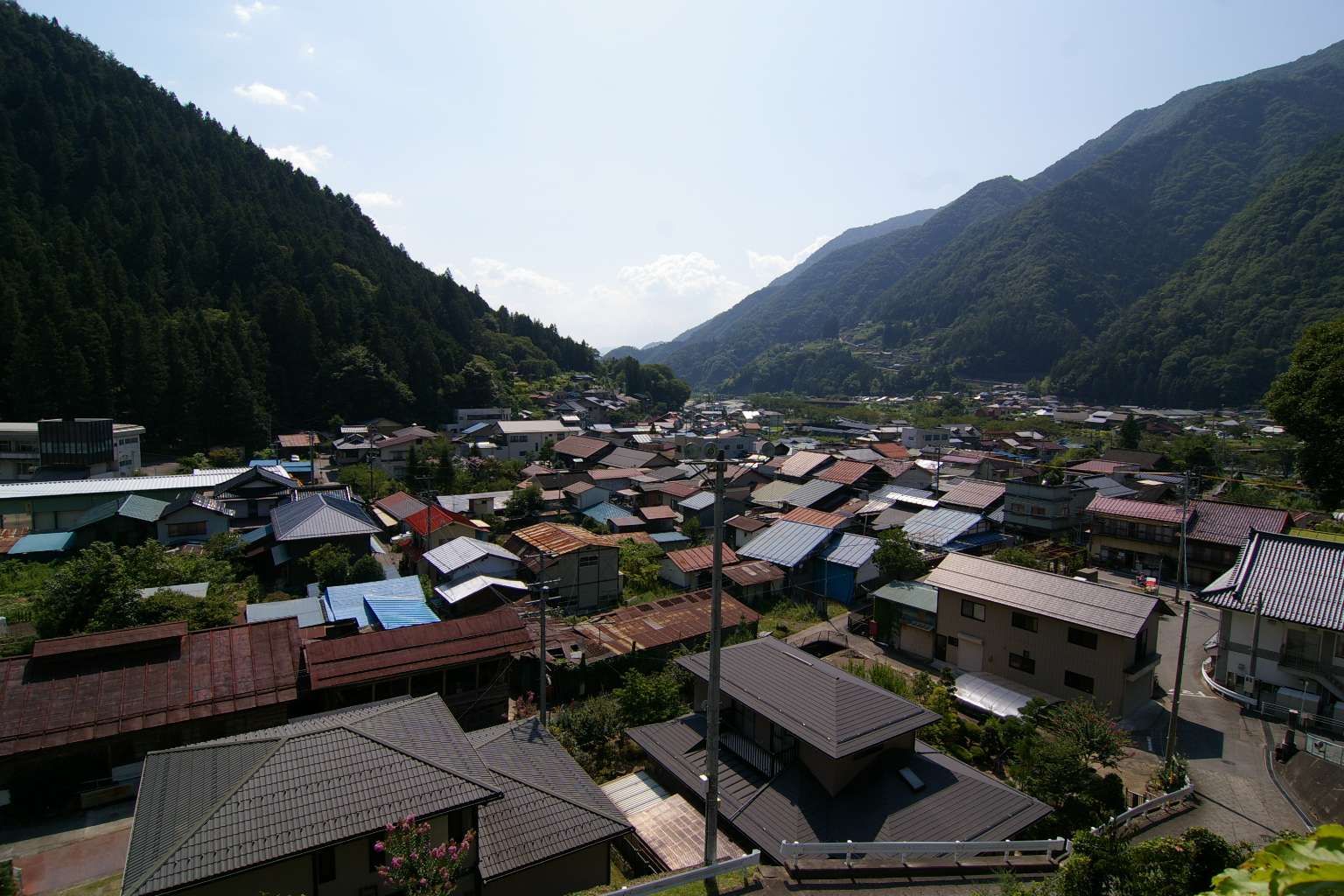
遠山郷の街並み（2009年8月 遠山郷土館より）

遠山郷（とおやまごう）は長野県の南端近く、天竜川の支流遠山川に沿って広がる山深い谷間の地域をいう。古くは旗本の江儀遠山氏の領地であった。行政区画上は、飯田市南信濃・飯田市上村（旧下伊那郡南信濃村・下伊那郡上村）に位置する。信州三大秘境や、日本の秘境100選のひとつに数えられている。

## 概要
信州の奥座敷とも言われ、古くから愛知・静岡の三遠地域と深く交流を行ってきた土地である。毎年12月には、多くの神社で寄進・奉納のために舞や祈祷を夜通し催す伝統の「霜月まつり」が行われる。
主な産業は、傾斜の強い山肌と独特の気候風土を活かした「赤石銘茶」や蕎麦の生産と、狩猟による山肉（熊肉・猪肉・鹿肉）加工、藤つるなどによる籠細工であり、近年は三遠南信自動車道の整備にあわせて観光にも力を入れている。
遠山郷を貫く国道152号はかつては狭隘区間が多い「酷道」であったが、三遠南信自動車道の「現道活用区間」として2車線の道路が整備され、2015年（平成27年）10月までに北端の上村程野（矢筈トンネルで伊那谷に接続する）から南端の南信濃和田までの区間において全区間が2車線となった。

## 遠山の霜月祭り

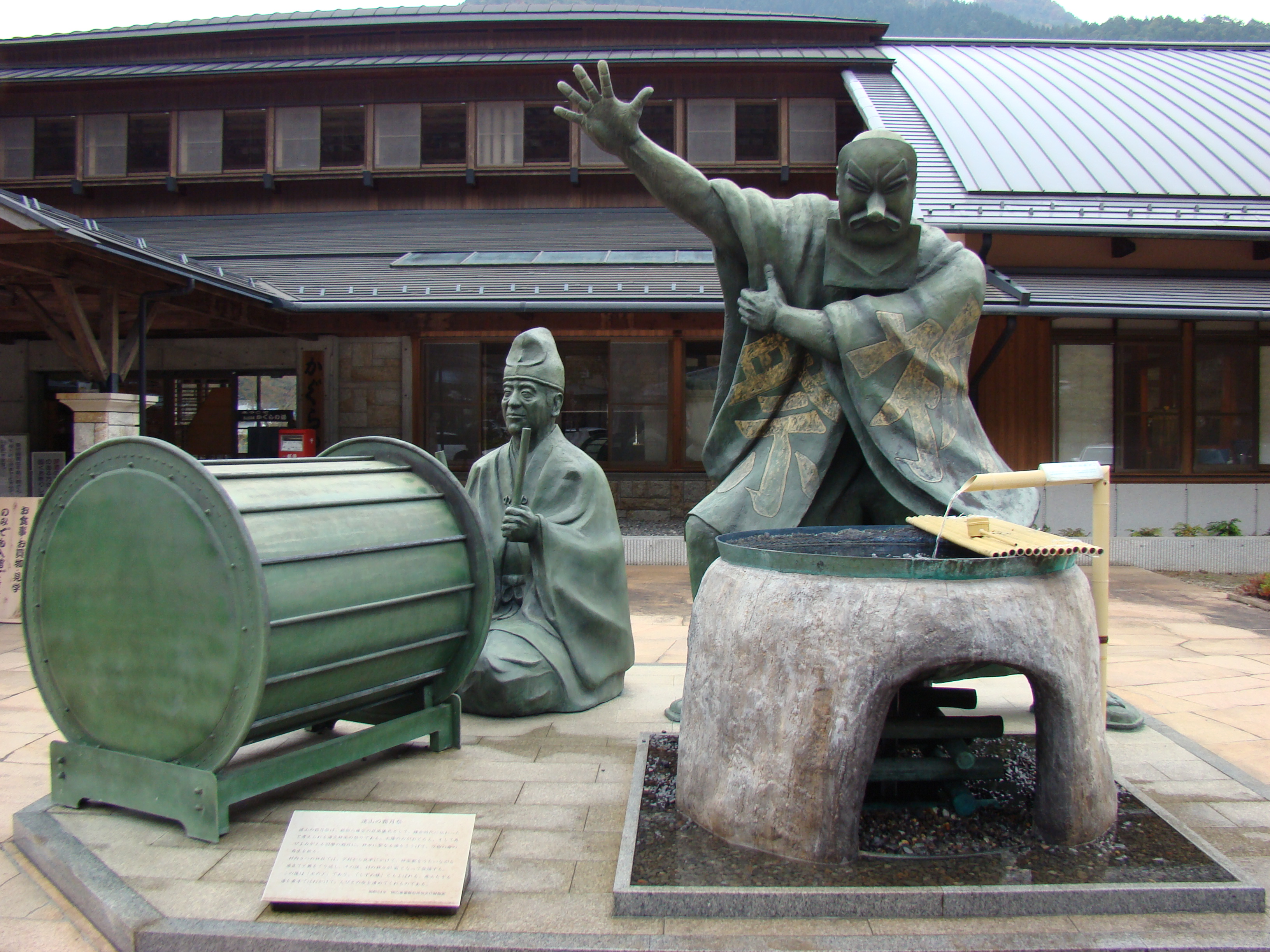
霜月まつりの像（2009年）

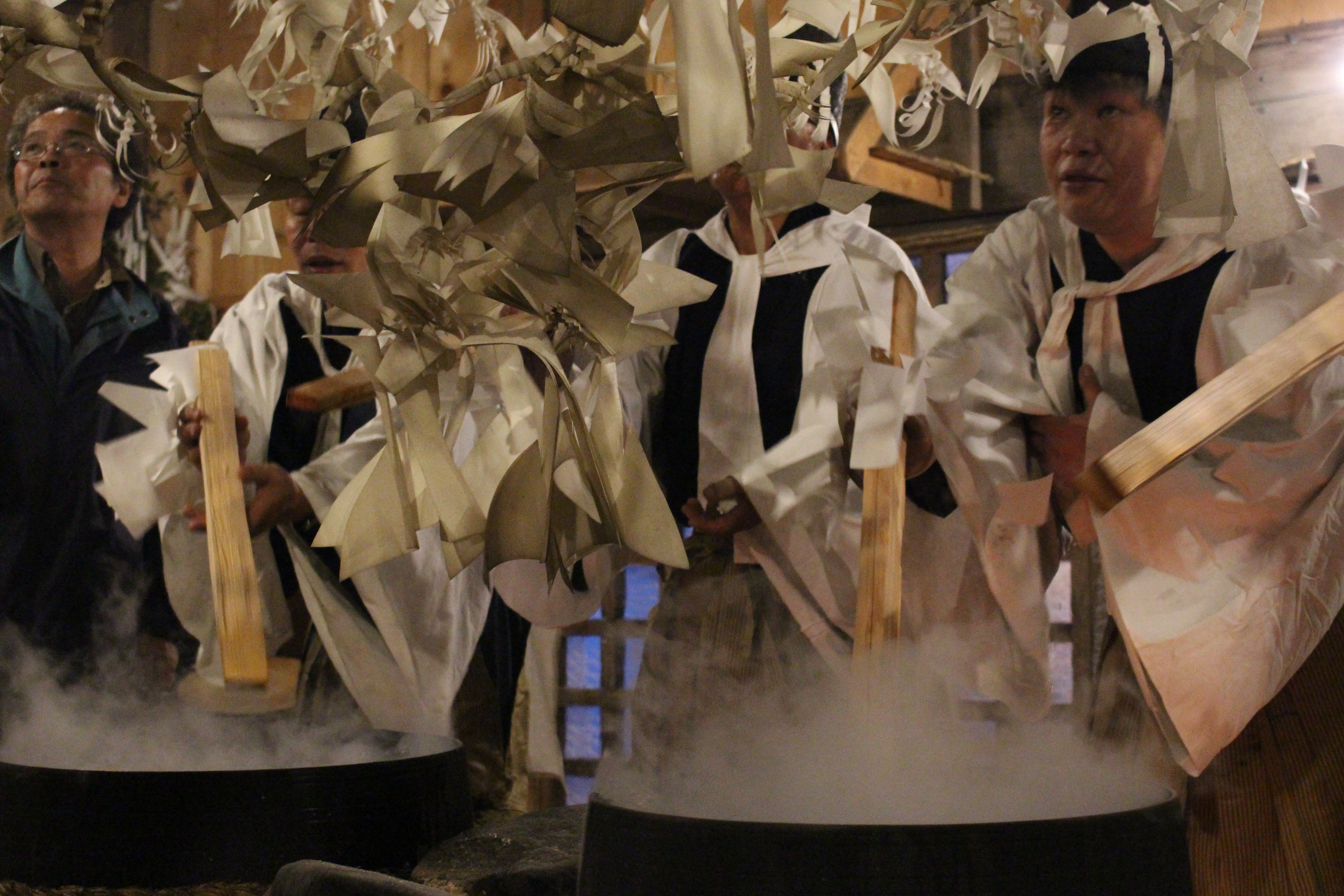
程野正八幡宮の湯立て

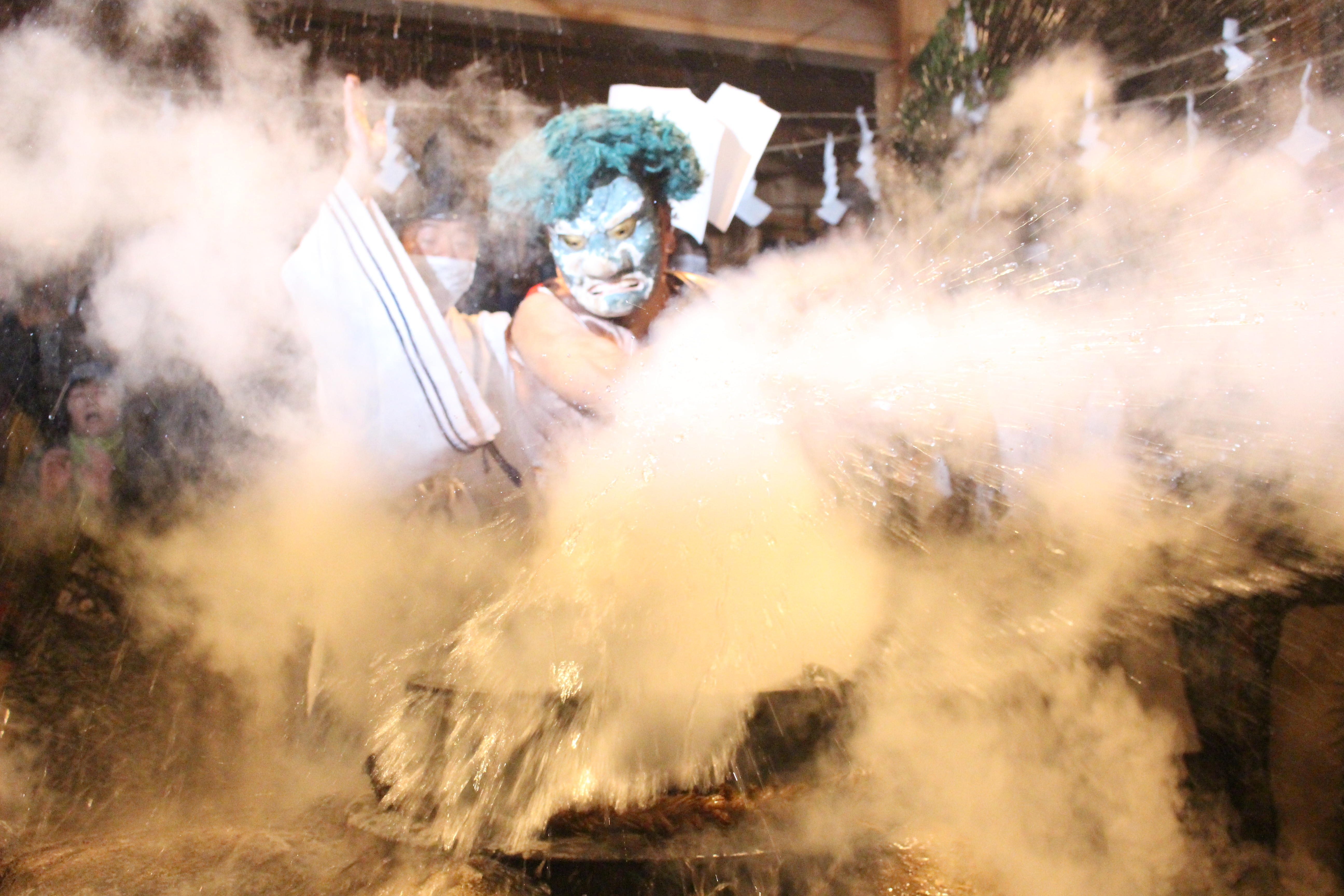
中郷正八幡宮の湯切り

800年の伝統をもつ祭で、神社の中にかまどを作り、湯をたぎらせて神楽歌を歌い神仏を呼び、湯を召し新たな御霊となって神を元の社へ返すというもの。祭のクライマックスになると四面や大天狗が煮え切ったお湯を五方にかけるほか、ヨーッセヨーッセと囃してジャンプして飛んでくる面を付けた人を村人が受け止める。そして遠山氏の怨霊を模った八社と呼ばれる神が陰鬱な雰囲気を醸し出して舞う。最後に宮天伯と呼ばれる神が弓矢や剣をもって舞処を清め、鼻で空中に「叶」や「寿」の文字を書いて面の舞が終わる。その後は金山の舞、直会を経て神事の一切を終了する。
なお、祭りを行う地域、神社によって形式が一つ一つちがうため、上記は大体の説明である。
1979年2月3日に、遠山の霜月祭の指定名称で国の重要無形民俗文化財に指定された。三河・信濃・遠江地方の山境に分布伝承されてきた湯立を中心とする霜月神楽の一典型で、遠山郷にあるいくつかの集落において、12月上旬から日を違えて行なわれる。
遠山郷では面（オモテ）の種類や舞の動き、囃子の仕方に地域ごとの違いがあり、大別して上町系・下栗系・木沢系・和田系の4つに分けられる。
下栗の伝承では、元和年間に、悪政に苦しめられた領民が一揆を起こし、参勤交代帰りの遠山領主を大河原峠で殺し、家族や家臣をも殺したところ、翌年から飢饉と悪病が続いたため、遠山氏一族を神として祀り、その死霊祭として始めたのが祭りの起こりとしている。

またドキュメンタリー映画作家の野田真吉の代表作『冬の夜の神々の宴 遠山の霜月祭』（1970年）の題材ともなっている。

### 遠山郷の神社
遠山郷にはかつて霜月神楽を行っていた17社の神社があり、その内の6社が八幡社である。ほとんどが鎌倉鶴岡正八幡宮を分霊したもので、室町中期から江戸時代に創建された。

## 遠山温泉郷

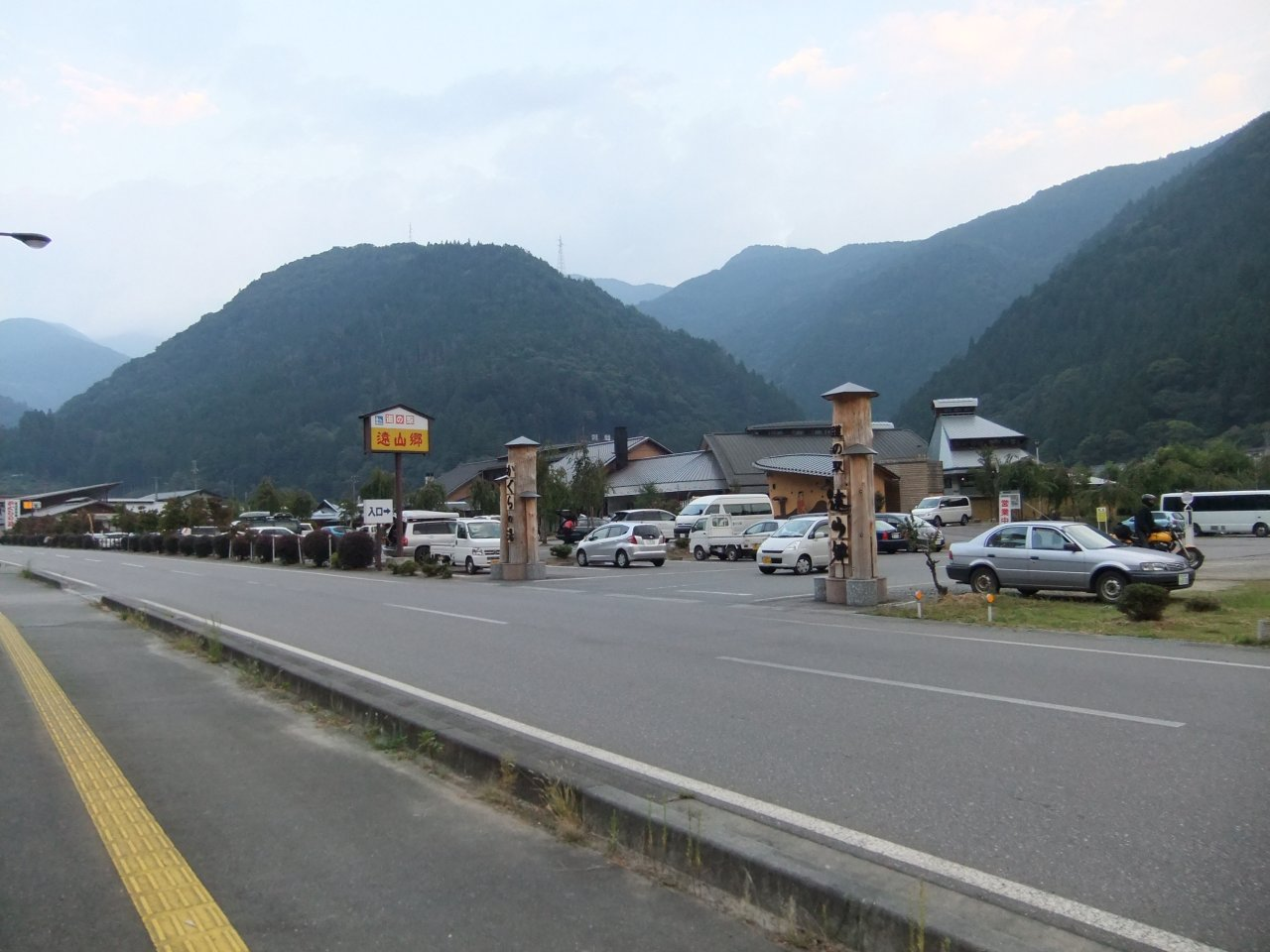
道の駅遠山郷

源泉温度43.1度のアルカリ性等張性高温泉（ナトリウム・カルシウム 高濃度塩化物温泉）。飲泉可能。
源泉は遠山郷霜月温泉源泉で、特有の硫黄臭と塩味があり、浴用は慢性皮膚病・慢性婦人病・きりきず・やけどなどに効果があり、飲用にあっては痛風・糖尿病・慢性便秘などに効果を示す。
入浴施設としては、「道の駅遠山郷 かぐらの湯」、「いろりの宿 島畑（しまばた）」、天然温泉「神代（じんだい）の湯」を持つ創業250年の老舗旅館「大島屋旅館」がある。

### 温泉トラフグ
かぐらの湯を運営する飯田市南信濃振興公社は、2011年11月から温泉水を用いたトラフグの養殖を開始した。これは2008年から温泉トラフグの養殖を成功させている栃木県那珂川町の企業・夢創造と提携し、その指導を仰いで過疎地域の産業振興に生かそうという試みであり、那珂川町の温泉水同様の塩化物泉である遠山郷の温泉水はトラフグの養殖に適しており、かつ温泉の塩分濃度が海水より低い0.73%はトラフグの生育にストレスを与えず、毒を生成しないという利点を持つ。2012年からは不定期に試食会も行われ、2014年からは毎月1回試食会が開催されていた。この試食会は多くの意見を養殖に生かすためであり、予約を行えば一般人でも出席可能であった。2018年12月に「長野県で初めて『ふぐの養殖』に成功」との報道が為され、以降は「秘境遠山郷の神ふぐ」のブランド名で、かぐらの湯の食事処「ゆ〜楽」でふぐ料理が提供されるようになった。ところが、南信濃振興公社は2020年度の指定管理者の指定を受けないことを表明して、かぐらの湯から撤退、市の直営に移行したが、かぐらの湯は源泉のポンプの落下事故により沸かし湯での営業を余儀なくされ、2021年12月に営業を休止した。南信濃振興公社は清算処理を終えて、2020年10月29日に登記記録を閉鎖した。

## しらびそ高原
しらびそ高原は、アルプス展望台として日本アルプスの主要山岳が見渡せる標高1918 mのリゾート地。宿泊施設、オートキャンプ場、ハイキングコースなどが整備されている。

### しらびそ高原 天の川

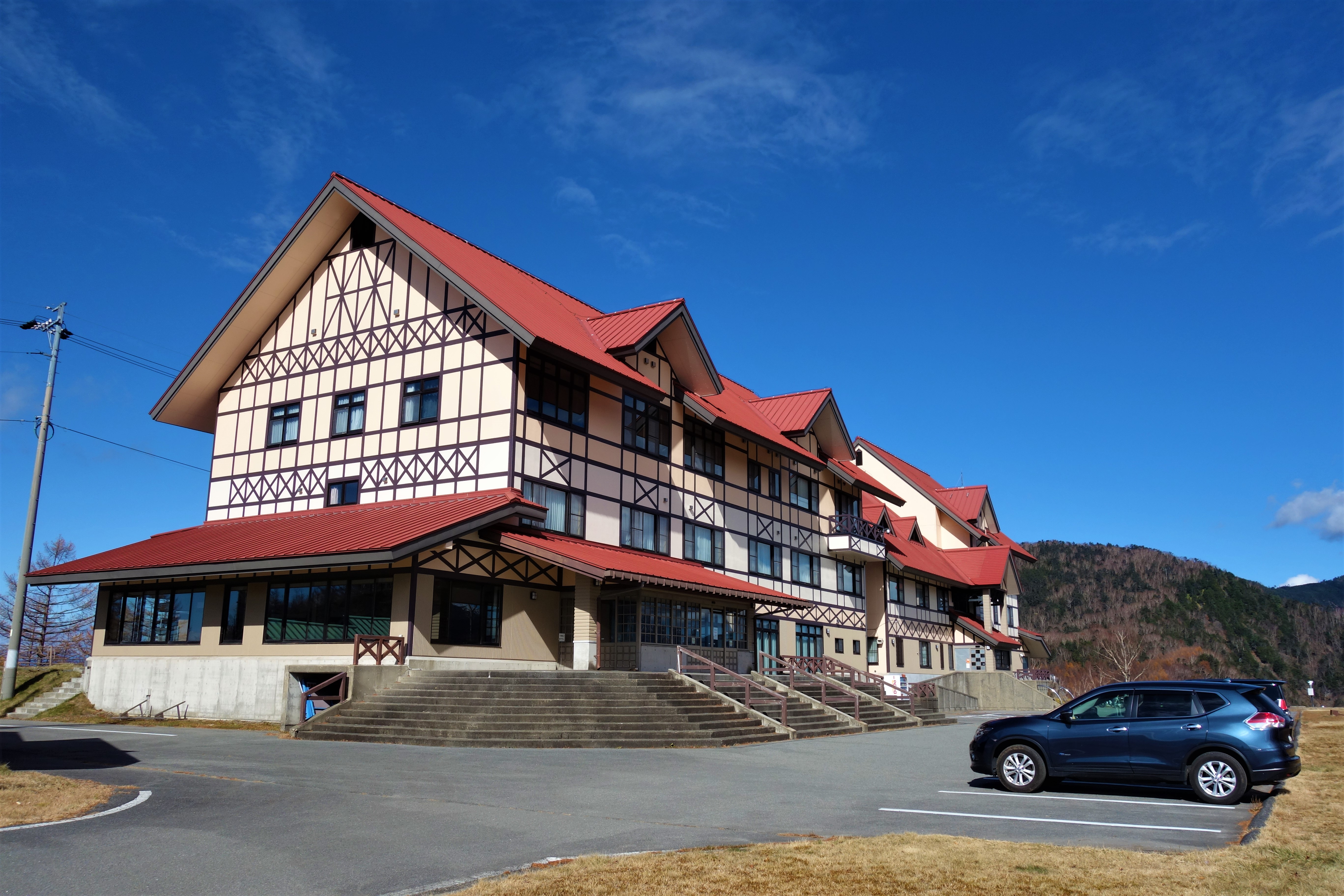
しらびそ高原 天の川

日本三百名山の奥茶臼山への登山口であるしらびそ峠の南側徒歩10分程度にある宿泊施設で、軽食コーナー・大浴場（日帰り入浴可）・おみやげ売店・オートキャンプ場を兼ね備えている。宿泊の収容可能人員は88名で和室が22室、洋室が2室。夏場の観光時期には多数のライダーや家族連れでにぎわう。なお、高原へ通じる道路が積雪のため冬期閉鎖になるので、11月中旬から4月中旬は冬期休業している。

従来は「ハイランドしらびそ」として上村振興公社が飯田市の指定管理者として運営していたが。2018年に賃金支払いを巡る労働争議が起きて指定打ち切りとなり、2019年7月20日より飯田市の企業「大空（そら）企画」が指定管理者として運営する「しらびそ高原 天の川」として営業再開した。

## 南アルプスエコーライン
フォッサマグナの西端で、糸魚川静岡構造線上を走る国道152号の不通区間である地蔵峠から迂回するルートからしらびそ峠を越えて、遠山郷へと延びていく全長14 kmの林道で、しらびそ高原から下栗の里へのドライブコース。南アルプスの展望が随所で見られるほか、直径900mの日本初の隕石孔である「御池山隕石クレーター」内を通るという特異なルートである。南アルプスエコーラインを構成する道路の路線名は、蛇洞林道と飯田市道の路線である。
道幅は1車線とかなり狭いが、路面状態は悪くない。11月中旬頃から4月中旬頃までの間、積雪のため冬期閉鎖される。

下栗の里は、沿道にある唯一の集落である。ルート上で最も標高の高い位置に、アルプスを一望できるしらびそ高原がある。しらびそ峠は、南アルプスエコーラインの標高1833 mの峠で、周辺一帯がモミの仲間の常緑樹であるシラビソに覆われているため、この名がある。近くに、聖岳などの赤石山脈の山がそびえたち、秋の紅葉シーズンは山全体が赤く染まる。

## 日本のチロル「下栗の里」

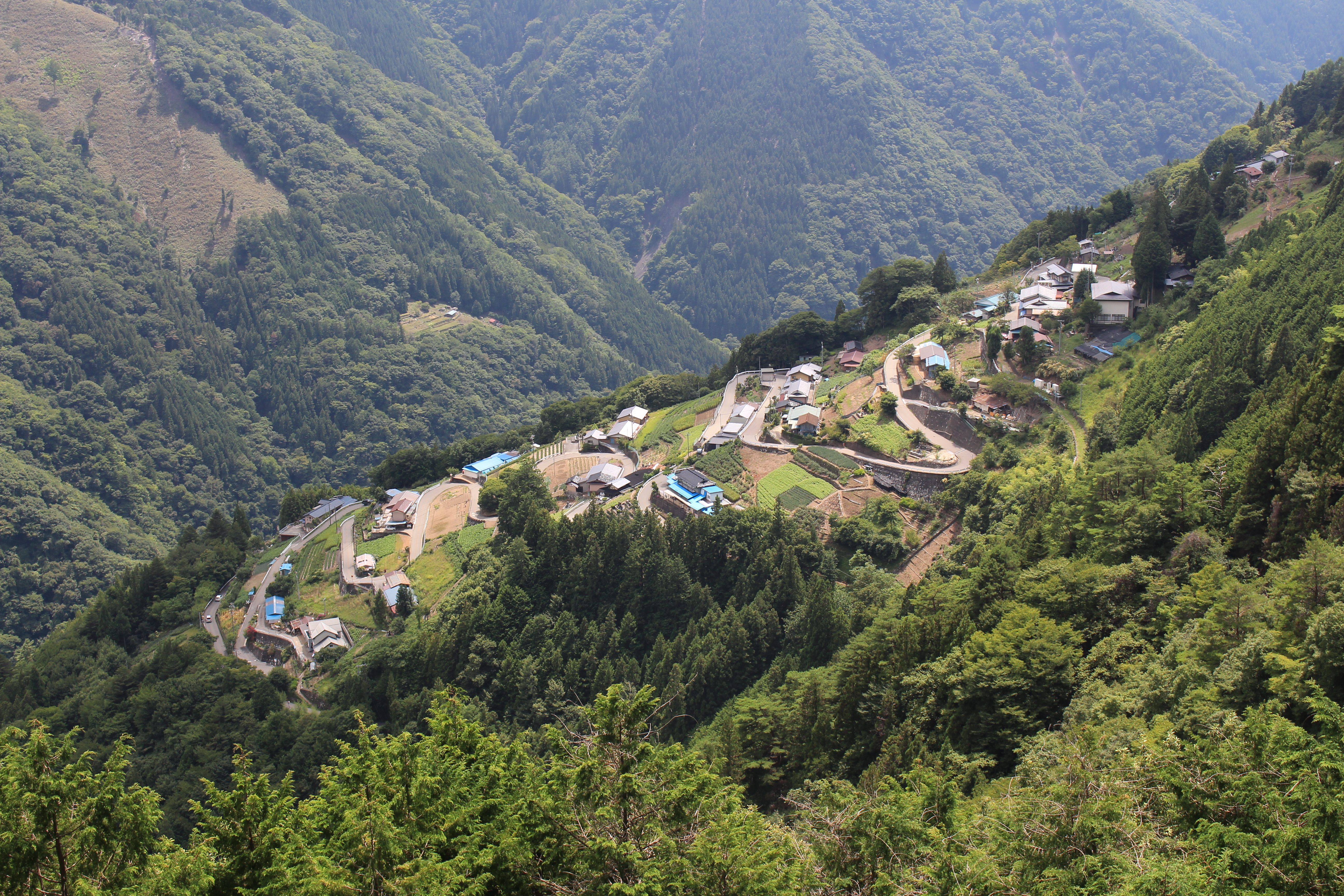
天空の里ビューポントから望む遠山郷の下栗の里（長野県飯田市上村）
集落は遠山川右岸の標高1,000m前後の斜面にあり、日本のチロルとも言われる。

南アルプスの聖岳と対峙する標高800〜1000 mの尾根、傾斜約30度、最大斜度38度の南東斜面にへばりつくように民家や耕地が点在する飯田市上村に所在する山村で、「日本の原風景が残る山の里」として知られ、オーストリアのチロル地方と似ることから「日本のチロル」と呼ばれる。「日本のチロル」と最初に命名したのは、長野県立歴史館館長を歴任した市川健夫である。集落の戸数は約60戸で150人余りの人々が農業や林業などを営んでいる。2009年（平成21年）秋に下栗の里が眺望できる天空の里ビューポイント（おおぎびら展望台北緯35度22分45.7秒 東経137度59分18.5秒 / 北緯35.379361度 東経137.988472度）への遊歩道が開設された。
下栗には水田はなく、主な産物は「下栗いも（二度イモ）」と呼ばれる特産のジャガイモと、蕎麦、キビ、アワ、ヒエなどの雑穀類である。集落の歴史は古く、住民の暮らしぶりは質素で、「新嘗祭」のためアワの穂を天皇家に献上する農家もある。

観光施設として、地元女性グループ経営のそば処「はんば亭」や農産物直売所、家具・木製品の制作販売を行っている手仕事工房「山のみのりや」があり、宿泊施設も「高原ロッジ下栗」をはじめ、民宿「みやした」、民宿「ひなた」と充実している。

## 大平高原
下栗の里からしらびそ高原を抜け北側へ下った中腹にある高原で、レジャー客や天体観測の愛好家が訪れる。施設としては、一般者が利用できる流星オートキャンプ場のほか、団体専用の施設としてテニスコートや研修棟を持つ「大平保養センター」もあり合宿などで利用されている。

## 遠山ジンギス
羊毛業のための綿羊飼育が羊毛需要の低下から食肉加工へと変化した結果、生まれたのが「遠山ジンギス」である。このジンギスカンは独特のタレに羊肉を漬け込んだもので、深いコクとまろやかな味が特徴である。
遠山郷には狩猟と山肉加工を代々続けてきた老舗、南信濃地区に「肉のスズキヤ」と「星野屋」、上村地区に「清水屋」という肉屋がある。
現在では羊肉だけでなく豚肉や鶏肉も使い、それぞれ「ぶたジン」「とりジン」の名称で販売されている。